# نووتاولاروو (شهرستان شارانسکی، باشقیرستان)
نووتاولاروو (انگلیسی: Novotavlarovo, Sharansky District, Republic of Bashkortostan) یک شهرک در شهرستان شارانسکی استان باشقیرستان کشور روسیه است.